# 傅超衡
傅超衡，廣西省桂林府臨桂縣人，清朝政治人物。同進士出身。
光緒二年（1876年），參加丙子恩科會試，得貢士第219名。殿試登進士三甲第117名。同年五月（6月3日），著分六部學習。